# エラーギン宮殿

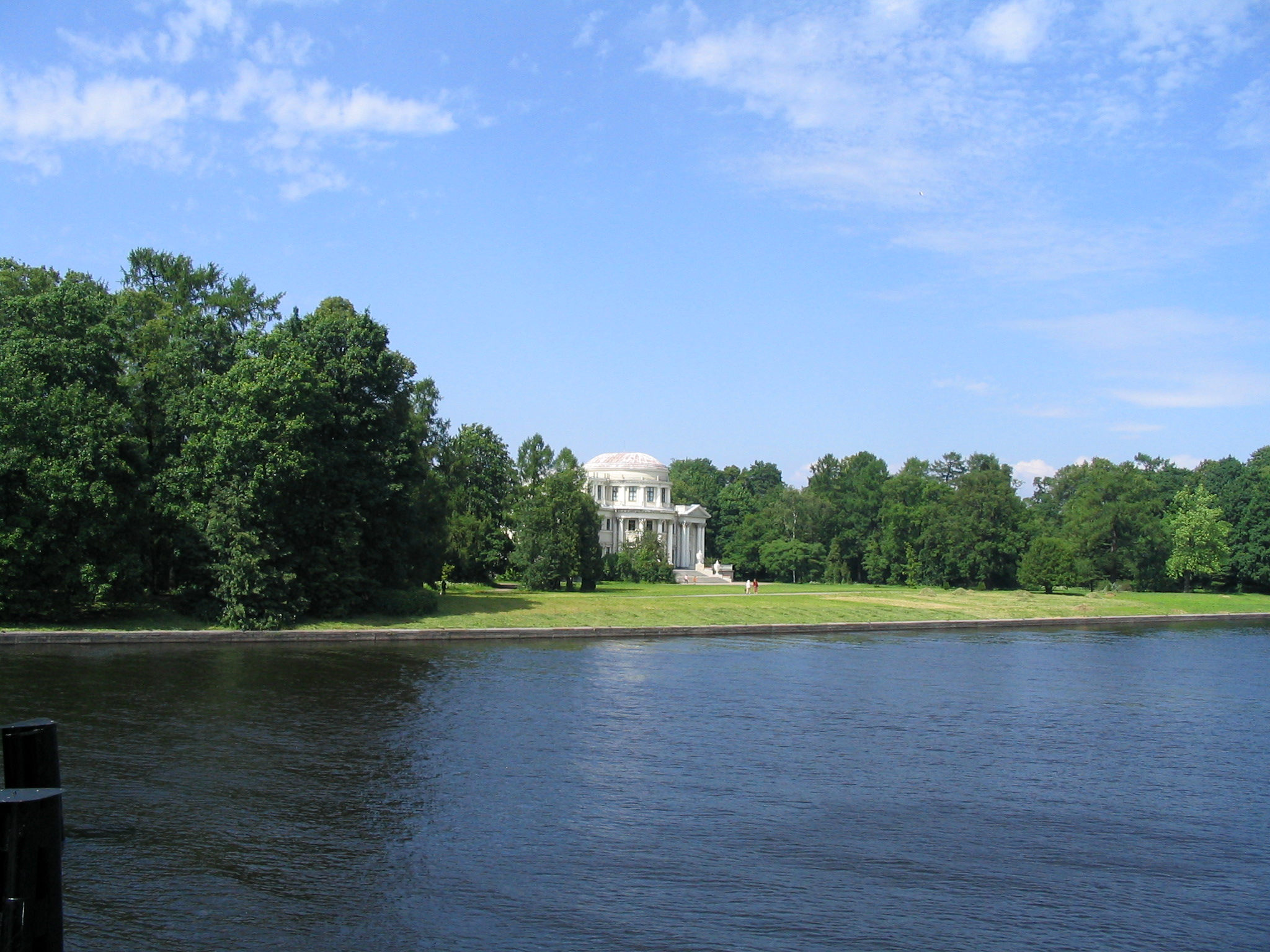
エラーギン宮殿

エラーギン宮殿（エラーギンスキー宮殿、エラーギノオストロフスキー宮殿、Yelaginskii Dvorets、Yelaginoostrovsky Dvorets）は、ロシア、サンクトペテルブルクにある宮殿。ペテルブルク市内を流れるネヴァ川の中州エラーギン島にある。1780年代にイワン・エラーギン伯が建設した屋敷が宮殿の起こりでその後、エラーギン伯によって売却され国家の所有となった。1818年から1822年にかけて、皇帝アレクサンドル1世によって母である皇太后マリア・フョードロヴナのために夏の離宮として建設された。エラーギン島の宮殿や施設の設計は、建築家カルロ・ロッシ Carlo Rossiの手になる。宮殿は第二次世界大戦におけるレニングラード攻防戦で大きな被害を受けたが、戦後、復興され現在では宮殿を含むエラーギン島全体がペテルブルク私立文化休暇公園と博物館になっている。